# 波蒂喬克 (伊凡諾-法蘭科夫斯克州)
48°28′54″N 25°33′16″E / 48.48167°N 25.55444°E
波蒂喬克（羅馬化：Potichok）是烏克蘭西部的村莊，隸屬伊萬諾-弗蘭科夫斯克州的科洛梅亞區。該村始建於1775年，面積15.5平方公里，2001年人口1,201，人口密度每平方公里77.5人。